# Julian Lennon
Julian Charles John Lennon (född John Charles Julian Lennon, 8 april 1963 i Liverpool, Merseyside), är en brittisk musiker, kompositör, fotograf och skådespelare. Han är son till John Lennon och dennes första hustru Cynthia, f. Powell. Han är därmed halvbror till Sean Lennon.

## Biografi

### Uppväxt
Det var till en början hemligt att John Lennon hade gift sig och fått en son, eftersom man trodde att Lennons image skulle skadas av detta.
John Lennon blev inspirerad att skriva Beatleslåten Lucy in the Sky with Diamonds 1967 efter att ha sett en teckning som Julian gjort på dagis, föreställande hans kamrat Lucy O'Donnell. Beatleslåten Hey Jude (som skrevs av Paul McCartney) handlar om Julian i samband med föräldrarnas skilsmässa.
Lennon spelade trummor på spåret Ya Ya på Johns album Walls and Bridges, från 1974. Efter att han hörde det för första gången sa han: "Varför gjorde du så? Om du hade sagt att det skulle vara på albumet skulle jag spelat bättre!"

### Karriär
Efter Johns död 1980 hoppade Julian av skolan. Han tillbringade ett par månader på det franska slottet Valotte, och spelade där in sitt debutalbum Valotte (1984). Efter det fjärde albumet Help Yourself (1991) drog han sig tillbaka som musiker.
Julian Lennon försökte sig på en filmkarriär mellan åren 1991 och 1998, och var med i flera filmer, som Farväl Las Vegas och gjorde rösten för en tecknad version av Charles Dickens David Copperfield.
Han gjorde comeback 1998 med albumet Photograph Smile.
Julian Lennon har även producerat dokumentärfilmen Whaledreamers, om en aboriginstam och dess speciella relation till valar. Den tar också upp många miljöproblem. Filmen har fått flera priser och visades vid filmfestivalen i Cannes 2007.

## Diskografi

### Singlar
- 1984 – Valotte
- 1984 – Too Late For Goodbyes
- 1984 – Say You're Wrong
- 1984 – Jesse
- 1986 – Stick Around
- 1986 – This Is My Day
- 1986 – Want Your Body
- 1989 – Now You're In Heaven
- 1989 – You're The One
- 1989 – Mother Mary
- 1991 – Rebel King
- 1991 – Listen
- 1991 – Help Yourself
- 1991 – Get A Life

### Album
- 1984 – Valotte
- 1986 – The Secret Value of Daydreaming
- 1989 – Mr Jordan
- 1991 – Help Yourself
- 1998 – Photograph Smile med sången Day After Day
- 2001 – VH1: Behind The Music: The Julian Lennon Collection (samlingsalbum)
- 2011 – Everything Changes

## Filmografi
- 1987 - The Hunting of the Snark
- 1991 - The Linguini Incident
- 1993 - David Copperfield
- 1995 - Farväl Las Vegas